# 차오원쉬엔

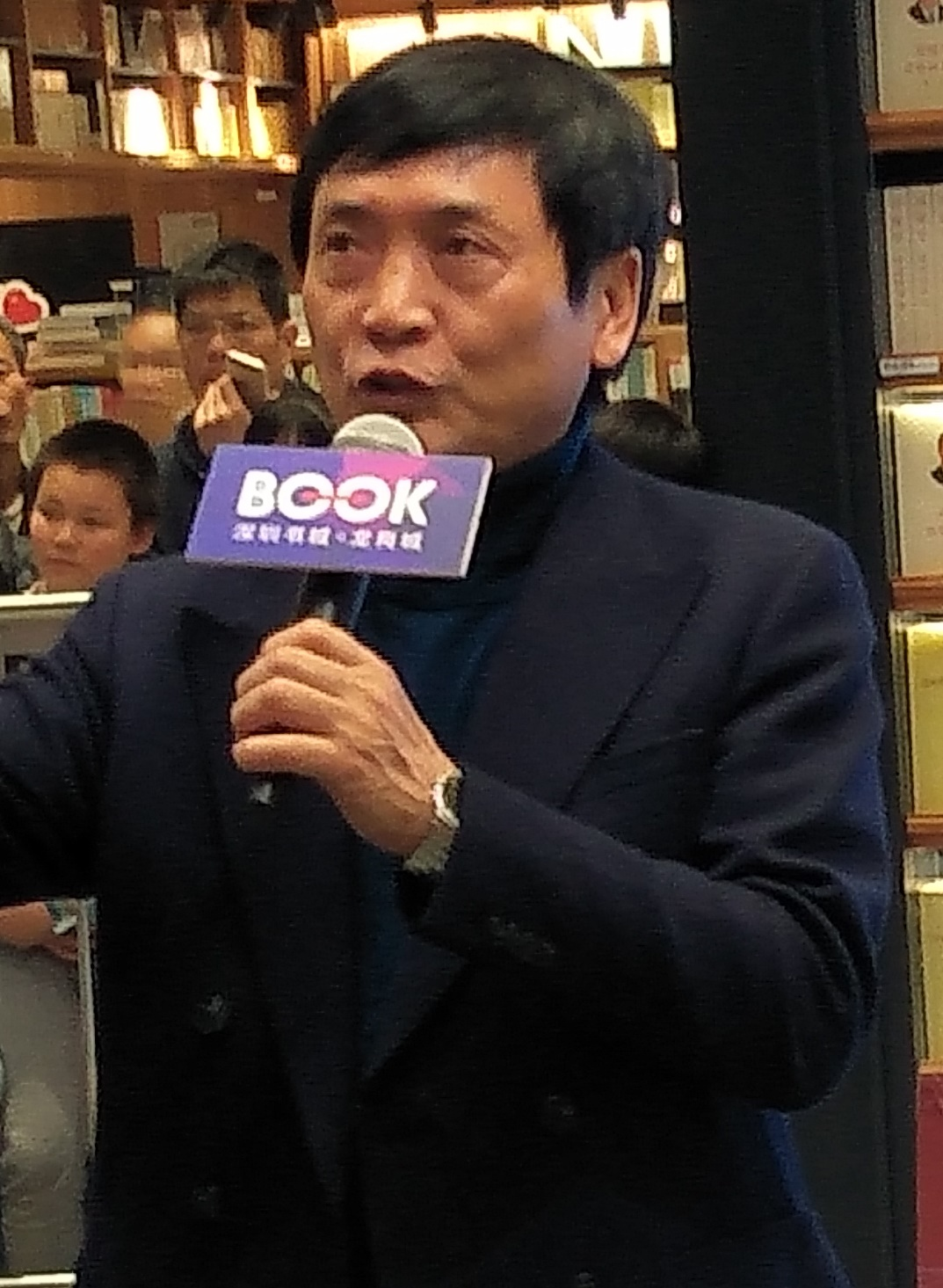

차오원쉬엔(간체자: 曹文轩; 번체자: 曹文軒; 병음: Cáo Wénxuān, 1954년 1월 ~ )은 중국 장쑤(江蘇)성 옌청(鹽城)에서 태어난 작가이다.
현재 중국작가협회 전국위원회 의원, 베이징 시 작가협의회 이사, 베이징 대학 중문과 교수이며, 중국의 대표적인 아동문학 작가로 활동하고 있다. 차오원쉬엔의 많은 작품들이 영국, 프랑스, 일본, 한국 등에 번역 소개되었다.

## 생애
1954년 1월 중국 장쑤(江蘇)성 옌청(鹽城)에서 태어났다. 그는 1974년에 베이징대학 중어중문학과에 입학했고 1977년 학사 학위를 취득하였다. 1983년부터 소설을 출판하기 시작했다. 현재 중국작가협회 전국위원회 의원, 베이징 시 작가협의회 이사, 베이징 대학 중문과 교수이며,중국의 대표적인 아동문학 작가로 활동하고 있다.

## 한스 크리스티안 안데르센 상(Hans Christian Andersen Award)
한스 크리스티안 안데르센상은 '아동문학계의 노벨상'으로 불리는 상이다. 2016년 수상자는 차오원쉬엔으로 결정됐다. 중국 작가가 안데르센상을 수상한 것은 이번이 처음이다. 안데르센상을 설명하자면, 1956년부터 국제아동도서협의회(IBBY)에서 2년에 한번 씩 글과 그림 작가를 선정해 수여하는 상이다. 차오원쉬엔은 2004년에도 안데르센 상의 후보에 올랐었다. 그는 신화통신과의 인터뷰에서 “사람의 무엇인가 성취를 하는 것은 그 배경이 있기 때문이다. 나의 배경은 중국이다. 나의 모든 이야기는 중국을 무대로 하고 있다. 그러나 동시에 인간에 관한 이야기들”이라고 수상소감을 밝혔다.

## 작품
- 2001년 《빨간기와 1》전수정 역, 새움
- 2001년 《빨간기와 2》전수정 역, 새움
- 2002년 《까만기와 1》전수정 역, 새움
- 2002년 《까만기와 2》전수정 역, 새움
- 2004년 《상상의 초가 교실》전수정 역, 새움
- 2005년 《바다소》양태은 역, 다림
- 2005년 《꿈의 무늬》전수정 역, 새움
- 2007년 《비 상》김지연 역, 은행나무
- 2007년 《비 하》김지연 역, 은행나무
- 2007년 《청동 해바라기》전수정 역, 사계절
- 2007년 《사춘기》김택규 역, 푸른숲
- 2008년 《힘센 상상 1》전수정 역, 새움
- 2008년 《힘센 상상 2》전수정 역, 새움
- 2009년 《17세 밍쯔》김지연 역, 은행나무
- 2009년 《세 연인》김지연 역, 은행나무
- 2010년 《늙은 어부》전수정 역, 여름산
- 2010년 《빨간대문》전수정 역, 푸른숲주니어
- 2011년 《바보같은 닭》하미연 역, 미래아이
- 2011년 《다른 표범을 본 적 있니》나진희 역, 청년사
- 2012년 《검은 말 하얀 말》김선화 역, 단비어린이
- 2013년 《건냐오의 백합계곡》전수정 역, 보림
- 2013년 《빨간기와》전수정 역, 푸른숲주니어
- 2013년 《까만기와》전수정 역, 푸른숲주니어
- 2014년 《안녕, 싱싱》전수정 역, 사계절
- 2016년 《연기》박주은 역, 달리
- 2016년 《국화꽃 인형》나진희 역, 키다리
- 2016년 《란란의 아름다운 날》양성희 역, 키다리
- 2016년 《딩딩과 당당》전수정 역, 주니어RHK

## 수상 내역
- 한스 크리스티안 안데르센 상(Hans Christian Andersen Award)(2016)
- ‘산양은 하늘풀을 먹지 않는다 제3회 쑹칭링 아동 문학상 금상(3rd Song Qingling Children’s Literature Prize)
- ‘상상의 초가 교실' 빙신 문학대상과 제19회 골든 루스터 작가상(Golden Rooster for Best Writing (中国电影金鸡奖最佳编剧))
- 제5회 쑹칭링 아동 문학상(5th Song Qingling Children’s Literature Prize)
- 제14회 테헤란 국제단편영화제 황금나비상(Golden Rooster for Best Writing (中国电影金鸡奖最佳编剧))
- ‘청동 해바라기' 빙신 문학상
- ‘Dingding and Dangdang (丁丁当当)’는 2015 국제아동도서협의회(IBBY)에서 선정한 장애어린이를 위한 뛰어난 도서목록에 포함